# Luke Eargoggle
Luke Eargoggle, pseudoniem van Lukas Pettersson, is een Zweedse electro-producer uit Göteborg.
Hij heeft zijn eigen platenmaatschappij Stilleben Records, maar heeft onder andere ook platen uitgebracht op het Nederlandse label Bunker Records.
Met Danny Wolfers (alias Legowelt) vormt hij het duo Catnip, met Brian Schijf (alias Orgue Electronique) het duo Den Bosch.
Luke Eargoggle begon met muziek maken toen een vriend naar de Verenigde Staten ging om te studeren en hem vroeg op zijn studioapparatuur te passen.